# Милош Миликић
Милош Мидо Миликић (Бјелојевићи, код Мојковца, 21. новембар 1927 — Београд, 15. август 2016) био је учесник Народноослободилачке борбе и пуковник-пилот авијације ЈНА.

## Биографија
Рођен је 21. новембра 1927. године у Бјелојевићима, код Мојковца, у земљорадничкој породици, од оца Вујице и мајке Зорке, као једно од петоро деце. У Мојковцу је завршио основну школу и нижу гимназију. Ту га је дочекала и окупација Краљевине Југославије, што је прекинуло његово даље школовање током ратних година.
У Народноослободилачку борбу одлази 1941. године, одмах након подизања Тринаестојулског устанка, са само 13 година. Као борац и пушкомитраљезац Прве чете Четвртог батаљона Треће пролетерске санџачке ударне бригаде, учествује у свим њеним борбама. Током Пете непријатељске офанзиве, 13. јуна 1943. године, у пробоју на Сутјесци, два пута је рањен. Исте године примљен је у чланство Комунистичке партије Југославије (КПЈ). Пред крај рата, био је омладински руководилац у Четвртој санџачкој ударној бригади.
Ослобођење Југославије 1945. године дочекао је у чину капетана и ступа у Ратно ваздухопловство Југословенске армије. Након рата, у својству члана Уједињеног савеза антифашистичке омладине Југославије (УСАОЈ) и Савеза комунистичке омладине Југославије (СКОЈ), неко време проводи у Албанији. Ту је помагао у организовању Народне армије НР Албаније. По повратку у Југославију, постаје питомац Ваздухопловног војног училишта у Панчеву. Налазио се и на позицији политичког комесара 113. ловачког пука, којим је командовао мајор Љубо Којић. Касније завршава и Ваздухопловну официрску школу ЈНА, као и Вишу војну ваздухопловну академију ЈНА. У цивилству је завршио две године психологије на Филозофском факултету, као и две године права на Правном факултету у Београду.
У РВ и ПВО је радио као пробни пилот на суперсоничним авионима, инструктор на МиГ-21, а обављао је и низ одговорних дужности:
- Командант 83. ловачког пука у Пули,
- Командант 111. јуришног пука у Брежицама,
- Командант 198. ловачко-бомбардерског пука у Скопљу,
- Слушалац и наставник Више војне ваздухопловне академије ЈНА у Београду,
- Начелник Штаба 44. ваздухопловне дивизије,
- Командант Прве ваздухопловне команде у Батајници,
- Помоћник Начелника одсека за летачке послове у Ваздухопловном корпусу и Команди РВ и ПВО,
- Начелник летачког одсека — главни инспектор летачке службе РВ и ПВО,
- Помоћник Команданта Првог ваздухопловног корпуса,
- Начелник Катедре тактике Више војне ваздухопловне академије ЈНА,
- Заменик Начелника Више војне ваздухопловне академије ЈНА.[1]

Миликић је био најмлађи носилац чина мајора и пуковника у Југословенској народној армији (ЈНА). На лични захтев је пензионисан у чину пуковника авијације ЈНА са непуних 40 година живота, 1967. године. По пензионисању из ЈНА, Миликић наставља каријеру у цивилној авијацији наредних 20 година. У Алжиру се налазио на позицији шефа пилотског одсека у Националној пилотској школи, а дуго је летео и у авио-компанијама у Јемену, као капетан на DC-3. О овом периоду његове каријере писао је и познати аустријски новинар и фоторепортер, Фриц Зите, који је у својој књизи из 1973. године, „Жариште у Јемену”, назваo Миликића „господарoм јеменског неба”. Пред крај летачке каријере је летео у пољопривредној авијацији ЈАТ-а и Утве.
Посебно је заговарао иницијативу испред СУБНОР-а Србије да се Милован Ђилас постхумно рехабилитује, да му се врате чин генерал-пуковника и одликовања који су му били одузети од стране Војног суда и Суда части 14. октобра 1957. године, као и то да се укину све четири пресуде против њега.
Двапут се женио. Најпре са Даницом Радивојевић, са којом је имао двоје деце. Миликићева друга супруга била је Савета Домастовић, са којом је имао једног сина. Његов отац Вујица (1905—1969) такође је био учесник Народноослободилачке борбе, носилац Партизанске споменице 1941. и крајем рата заменик команданта батаљона.
Преминуо је 15. августа 2016. године у Београду. Сахрањен је 20. августа уз војне почасти на Новом бежанијском гробљу у Београду.

## Књиге и одликовања
По завршетку летачке каријере и преко 10.000 часова лета на више од 40 типова авиона, посветио се писању књига. Написао је следећа дела:
- „Мојковац — ратна и револуционарна прошлост”, Мојковац, 1983;
- „За наше небо — Монографија Прве класе летача Ваздухопловног војног училишта 1945—1947.”, Београд, 1995;
- „Трећа пролетерска санџачка бригада”, Београд, 1995;
- „Бржи од звука”, Београд, 2004;
- „Ратним стазама Милована Ђиласа”, Мојковац, 2009.

Носилац је Партизанске споменице 1941. и других југословенских одликовања, међу којима су — Орден братства и јединства са сребрним венцем, Орден народне армије са златном звездом, Орден за храброст, Орден за војне заслуге са златним мачевима, Орден партизанске звезде са пушкама и Орден заслуга за народ са сребрном звездом. Од иностраних одликовања, носилац је Партизанског крста НР Пољске.